# Gerard Noel (homme politique)
Pour les articles homonymes, voir Gerard Noel.
Gerard James Noel, (28 août 1823 - 19 mai 1911) est un homme politique conservateur britannique.

## Biographie
Il est le fils de Charles Noel (1er comte de Gainsborough) et de sa troisième épouse, Arabella, fille de Sir James Hamlyn-Williams, 2e baronnet .
Il est élu député de Rutland en 1847  et sert sous Lord Derby, puis Benjamin Disraeli en tant que lord du Trésor de 1866 à 1868, puis brièvement sous Disraeli en tant que Secrétaire parlementaire du Trésor entre novembre 1868 et la chute du gouvernement conservateur en décembre de la même année. Après le retour au pouvoir des conservateurs en 1874, il est admis au Conseil privé. De 1876 à 1880, il sert comme premier commissaire aux travaux sous Disraeli (alors appelé comte de Beaconsfield). En 1883, il démissionne de son siège au parlement. En plus de sa carrière politique, il est également capitaine du 11th Hussars et lieutenant-adjoint et juge de paix pour Rutland .

## Famille
Il épouse Augusta Mary, fille de Henry Cecil Lowther, le 30 juin 1863 . Chez lui, à Catmose, à Oakham, dans le comté de Rutland, il aménage un beau jardin qui emploie 15 jardiniers. La gamme d'arbres de son arboretum est réputée rivaliser avec Kew Gardens. Il est mort en mai 1911, âgé de 87 ans. Augusta Noel est décédée en janvier 1916.